# OBEX
OBEX (OBject EXchange) – protokół komunikacyjny, określający procedury wymiany danych binarnych między urządzeniami. Rozwojem i utrzymaniem specyfikacji zajmuje się Infrared Data Association.
Protokół jest używany do przesyłu danych w takich technologiach jak: IrDA, Bluetooth, USB, RS232 i WAP.
Specyfikacja protokołu OBEX opiera się architekturze klient – serwer. Klient wykorzystuje zaufane medium transportowe do połączenia z serwerem w celu zażądania transmisji obiektów.